# Салмон, Мартин
Мартин Салмон (нем. Martin Salmon род. 29 октября 1997, Гермерсхайм, Рейнланд-Пфальц) — немецкий профессиональный  шоссейный велогонщик, выступающий с 2020 года за команду мирового тура «Team Sunweb».

## Достижения
2015
3-й  Чемпионат Германии — Групповая гонка (юниоры)
5-й Чемпионат мира — Групповая гонка (юниоры)
6-й Гран-при генерала Паттона (юниоры) — Генеральная классификация
1-й — Этап 2
6-й Giro della Lunigiana (юниоры) — Генеральная классификация
2019
1-й  Тур Словакии — Генеральная классификация